# Enzo Trossero
Enzo Héctor Trossero (Esmeralda, 23 maggio 1953) è un allenatore di calcio ed ex calciatore argentino, di ruolo difensore.

## Palmarès

### Giocatore

#### Competizioni nazionali
- Campionato argentino: 4

Independiente: Nacional 1977, Nacional 1978, Metropolitano 1983, 1988-1989
- Campionato francese: 1

Nantes: 1979-1980

#### Competizioni internazionali
- Coppa Interamericana: 1

Independiente: 1975
- Coppa Libertadores: 1

Independiente: 1984
- Coppa Intercontinentale: 1

Independiente: 1984

### Allenatore
- Coppa Svizzera: 1

Sion: 1990-1991
- Campionato svizzero: 1

1991-1992
- Campionato guatemalteco: 5

CSD Municipal: 2004 Apertura, 2005 Apertura e Clausura , 2006 Apertura e Clausura
- Coppa del Guatemala: 1

CSD Municipal: 2004
- Coppa Principe Faisal Bin Fahad: 1

Al-Shabab: 2009